# Psoralea cuspidata
Pediomelum cuspidatum là một loài thực vật có hoa trong họ Đậu. Loài này được Pursh miêu tả khoa học đầu tiên.